# Флаг Рима
Флаг Рима (итал. Bandiera di Roma) — один из официальных символов города Рима, наряду с гербом.

## Описание
Флаг Рима представляет собой биколор, разделённый на два равных прямоугольника слева и справа. Левый прямоугольник имеет бордовый цвет, правый — золотистый.
Официально Рим имеет два флага — гражданский и государственный. Государственный отличается от гражданского наличием герба города.

## История
Флаг города Рима в Средневековье представлял из себя бордовое знамя, на котором по диагонали слева направо были изображены греческий крест и буквы SPQR (девиз Римского государства).
Предположительно, свой современный облик флаг Рима обрёл в 1870 году во время образования единого Королевства Италия. В 1884 году был создан герб.
До 2004 года герб Рима имел более сложный рисунок. Тогда на нём был изображён щит, внутри которого были греческий крест и девиз SPQR (аналогично средневековому флагу), а над ним была корона.

## Исторические флаги
- Средневековый флаг
- Флаг с 1884 по 2004 год